# Station Brumath
Station Brumath is een spoorwegstation in de Franse gemeente Brumath.